# Heemskerk

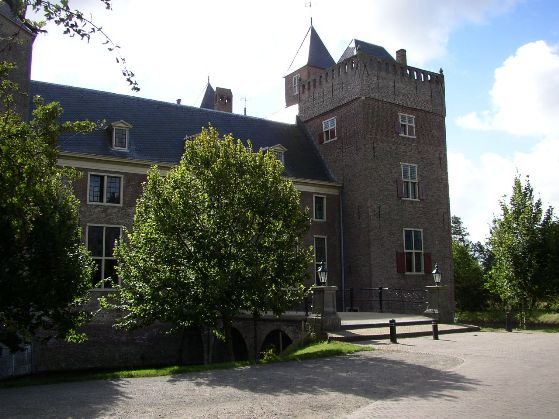
Assumburg slott i Heemskerk.

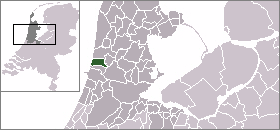
Kommunen Heemskerks läge i Nederländerna.

Heemskerk, kommun i nordvästra Nederländerna i provinsen Noord-Holland. Staden har en area på 31,76 km² (vilket 4,25 km² utgörs av vatten) och en folkmängd på 36 294 invånare (2004).